# Municipio de Batson
El municipio de Batson (en inglés: Batson Township) es un municipio ubicado en el condado de Johnson en el estado estadounidense de Arkansas. En el año 2010 tenía una población de 219 habitantes y una densidad poblacional de 2,5 personas por km².

## Geografía
El municipio de Batson se encuentra ubicado en las coordenadas 35°36′19″N 93°39′46″O / 35.60528, -93.66278. Según la Oficina del Censo de los Estados Unidos, el municipio tiene una superficie total de 87.61 km², de la cual 87,52 km² corresponden a tierra firme y (0,09 %) 0,08 km² es agua.

## Demografía
Según el censo de 2010, había 219 personas residiendo en el municipio de Batson. La densidad de población era de 2,5 hab./km². De los 219 habitantes, el municipio de Batson estaba compuesto por el 91,32 % blancos, el 2,28 % eran afroamericanos, el 1,83 % eran amerindios y el 4,57 % eran de una mezcla de razas. Del total de la población el 0,91 % eran hispanos o latinos de cualquier raza.